# 柵木幹太
柵木 幹太（ませぎ かんた、1998年2月18日 - ）は、日本の将棋棋士である。愛知県西尾市出身。名古屋大学工学部卒業、名古屋大学大学院工学研究科中退。増田裕司七段門下。棋士番号は338。

## 棋歴
2009年、奨励会に入会。三段リーグには第59回（2016年前期）から参加。同期に藤井聡太、西山朋佳がいる。
三段リーグでは初参加の第59回リーグで降段点（4勝14敗）を記録。続く第60回リーグでも7勝11敗と負け越すが降段点を回避し、3期目以降は悪くとも指し分け（9勝9敗）以上の成績を残していた。
三段リーグ11期目となる第69回リーグでは、12勝4敗で迎えた最終日の2局に2連勝すれば2位以上の可能性があったが、1勝後の最終局で岡部怜央に敗北した事で13勝5敗の3位・次点に終わった。
14期目となる第72回リーグにおいて、成績8位で迎えた最終日に2連勝し13勝5敗で成績3位となり、2回目の次点を獲得した。なお、この第72回リーグでは6位以内が全て13勝5敗となる激戦で、前期成績による順位の差が命運を左右した。3位の柵木（順位10位）と4位の齊藤優希（順位11位）の順位差は1枚差で、一つ前の期の第71回リーグでの柵木と齊藤優の直接対決で柵木が勝利していたことが、この順位差に影響していた。
2つ目の次点を獲得した柵木は四段昇段の権利を行使し、2023年4月1日付での四段昇段（フリークラス編入）を決めた。また、当時の柵木は第59回三段リーグ最後の「生き残り」であり、柵木の四段昇段によって第59回リーグ当時の参加者29名全員が三段リーグを「卒業」（四段昇段または退会）した。
プロ入り3年目となる2025年度、4月25日の第38期竜王戦6組昇級者決定戦の南芳一九段戦に勝利し、「良い所取りで、30局以上の勝率が6割5分以上」という順位戦・フリークラスからの昇級規定を満たしC級2組へ昇級を果たした。順位戦への参加は第85期からとなる。
| 2024年05月31日 | 棋聖戦 | 平藤真吾     | ○ |
| 2024年05月31日 | 棋聖戦 | 古森悠太     | ● |
| 2024年06月14日 | 竜王戦 | 中田功       | ○ |
| 2024年06月30日 | 朝日杯 | 渡辺俊雄アマ | ○ |
| 2024年07月16日 | 竜王戦 | 冨田誠也     | ○ |
| 2024年08月19日 | 銀河戦 | 長沼洋       | ○ |
| 2024年08月19日 | 銀河戦 | 久保利明     | ○ |
| 2024年08月21日 | 王位戦 | 長岡裕也     | ● |
| 2024年08月30日 | 竜王戦 | 佐藤秀司     | ○ |
| 2024年09月11日 | 朝日杯 | 大石直嗣     | ● |

| 2024年09月13日 | 王座戦 | 矢倉規広   | ○ |
| 2024年09月18日 | 竜王戦 | 大平武洋   | ○ |
| 2024年10月10日 | 銀河戦 | 長谷部浩平 | ● |
| 2024年10月22日 | 竜王戦 | 谷合廣紀   | ● |
| 2024年10月29日 | 叡王戦 | 上野裕寿   | ○ |
| 2024年10月29日 | 叡王戦 | 宮嶋健太   | ● |
| 2024年11月26日 | 王座戦 | 狩山幹生   | ● |
| 2024年12月17日 | 竜王戦 | 福崎文吾   | ○ |
| 2025年01月24日 | 王将戦 | 浦野真彦   | ○ |
| 2025年01月27日 | 棋王戦 | 福崎文吾   | ○ |

| 2025年01月28日 | 竜王戦   | 古森悠太     | ● |
| 2025年02月14日 | 王将戦   | 服部慎一郎   | ○ |
| 2025年02月19日 | 棋王戦   | 今泉健司     | ○ |
| 2025年02月21日 | NHK杯    | 神崎健二     | ○ |
| 2025年02月21日 | NHK杯    | 高田明浩     | ● |
| 2025年03月07日 | 新人王戦 | 大島綾華女流 | ○ |
| 2025年03月19日 | 棋王戦   | 村山慈明     | ○ |
| 2025年03月30日 | 棋王戦   | 船江恒平     | ● |
| 2025年04月08日 | 王将戦   | 糸谷哲郎     | ○ |
| 2025年04月25日 | 竜王戦   | 南芳一       | ○ |

## 人物・エピソード
- 柵木は師匠である増田裕司門下初のプロ棋士であり、大師匠である森信雄にとって初の孫弟子でもある（ただし、女流棋士を含めるとカロリーナ・フォルタン（片上大輔門下）の方が先にいる）。そのため、四段昇段時は大師匠の森からも祝福された[4]。
- 四段昇段時に母親へ電話で報告した時の心境について、「『よかったね…』と言ってもらえた、自分からは言葉が出なかった」と語っている[5]。
- 将棋に専念するため2021年時点で大学院を休学しており、文字通り背水の陣で三段リーグに臨んでいた。そして三段リーグで昇段枠に及ばない状況が続いた事に付随して、「プレッシャーがかかると弱い」と自己分析をしている。しかし、プロ入りを決めた際の第72回三段リーグは最終日時点で11勝5敗の8番手という状況だったが、「厳しい位置だったからこそプレッシャーなく指せた。勝てば上がれると信じていた」と振り返る様な冷静さを保ち、プレッシャーを跳ね除けた[6]。
- 三段時代の公式戦は苦戦が続き、6勝10敗と負け越している。特に第12期加古川青流戦では里見香奈に敗戦しており、同棋戦において女流棋士・女性相手に「対三段棋士」の初白星を献上する結果となってしまった。

## 昇段履歴
- 2009年09月00日：関西奨励会入会[2]
- 2016年00月00日：三段（第59回奨励会三段リーグからリーグ参加）[2]
- 2021年09月11日：三段（第69回奨励会三段リーグ成績3位、次点獲得）[7]
- 2023年04月01日：四段（第72回奨励会三段リーグ成績3位、次点2回）[2][8] = プロ入り（フリークラス編入、昇段時25歳）

## 主な成績

### 棋戦成績一覧
- 竜王戦：第38期 6組（1勝・昇決進行中） ／ 過去最高：6組（2勝・昇決-勝、第35期 = 当時三段）
- 順位戦：（第85期から参加 ／ 過去最高：記録なし）
- 王位戦：第67期 予選進行中 ／ 過去最高：予選（2勝、第65期）
- 叡王戦：第10期 予選敗退 ／ 過去最高：予選（1勝、第10期）
- 王座戦：第73期 一次予選敗退 ／ 過去最高：一次予選（1勝、第73期）
- 棋王戦：第51期 予選敗退 ／ 過去最高：予選（3勝、第50期、第51期 ）
- 王将戦：第75期 一次予選 敗退 ／ 過去最高：一次予選（3勝、第75期）
- 棋聖戦：第97期 一次予選 敗退 ／ 過去最高：一次予選（1勝、第95期・第96期）

（一般棋戦・若手棋戦）
- 朝日杯：第19回 一次予選敗退 ／ 過去最高：一次予選 1勝（第18回）
- 銀河戦：第33期 本戦敗退 ／ 過去最高：本戦（0勝、第33期）
- NHK杯：第75回 予選敗退 ／ 過去最高：予選（2勝、第74回）
- 新人王戦：第56期 進行中（ベスト8・2勝） ／ 過去最高：ベスト16（2勝、第55期）
- 加古川青流戦：第15期 進行中（ベスト16・1勝） ／ 過去最高：0勝（第13期・第14期）

### 在籍クラス
竜王戦と順位戦のクラスは、将棋棋士の在籍クラスを参照。
| 開始 年度 | (出典)順位戦出典 | (出典)順位戦出典 | (出典)順位戦出典 | (出典)順位戦出典 | (出典)順位戦出典 | (出典)順位戦出典 | (出典)順位戦出典 | (出典)順位戦出典 | (出典)竜王戦出典 | (出典)竜王戦出典 | (出典)竜王戦出典 | (出典)竜王戦出典 | (出典)竜王戦出典 | (出典)竜王戦出典 | (出典)竜王戦出典 | (出典)竜王戦出典 | (出典)竜王戦出典 | (出典)竜王戦出典 |
| 開始 年度 | 期               | 名人             | A級              | B級              | B級              | C級              | C級              | 0                | 期               | 竜王             | 1組              | 2組              | 3組              | 4組              | 5組              | 6組              | 決勝 T           |                  |
| 開始 年度 | 期               | 名人             | A級              | 1組              | 2組              | 1組              | 2組              | 0                | 期               | 竜王             | 1組              | 2組              | 3組              | 4組              | 5組              | 6組              | 決勝 T           |                  |
| --- | ---------------- | ---------------- | ---------------- | ---------------- | ---------------- | ---------------- | ---------------- | ---------------- | ---------------- | ---------------- | ---------------- | ---------------- | ---------------- | ---------------- | ---------------- | ---------------- | ---------------- | ---------------- |
| 2021 |                  |                  |                  |                  |                  |                  |                  |                  | 35               |                  |                  |                  |                  |                  |                  | 6組三段          | --               | 1-1/昇0-0        |
| 2022 |                  | 四段昇段前       | 四段昇段前       | 四段昇段前       | 四段昇段前       | 四段昇段前       | 四段昇段前       | 四段昇段前       | 36               | 四段昇段前       | 四段昇段前       | 四段昇段前       | 四段昇段前       | 四段昇段前       | 四段昇段前       | 四段昇段前       | 四段昇段前       | 四段昇段前       |
| 2023 | 82               |                  |                  |                  |                  |                  |                  | F編              | 37               |                  |                  |                  |                  |                  |                  | 6組              | --               | 1-1/昇3-1        |
| 2024 | 83               |                  |                  |                  |                  |                  |                  | F編              | 38               |                  |                  |                  |                  |                  |                  | 6組              | --               | 1-0/昇 -         |
| 2025 | 84               |                  |                  |                  |                  |                  |                  | F編              | 39               |                  |                  |                  |                  |                  |                  |                  |                  |                  |
| 2026 | 85               |                  |                  |                  |                  |                  | C2               | -                |                  |                  |                  |                  |                  |                  |                  |                  |                  |                  |
| 順位戦、竜王戦の 枠表記 は挑戦者。右欄の数字は勝-敗(番勝負/PO含まず)。 順位戦の右数字はクラス内順位 ( x当期降級点 / *累積降級点 / +降級点消去 ) 順位戦の「F編」はフリークラス編入 /「F宣」は宣言によるフリークラス転出。 竜王戦の 太字 はランキング戦優勝、竜王戦の 組(添字) は棋士以外の枠での出場。 第35期竜王戦は奨励会員枠(三段)からの出場 |                  |                  |                  |                  |                  |                  |                  |                  |                  |                  |                  |                  |                  |                  |                  |                  |                  |                  |

### 年度別成績
| 年度                                                     | 対局数 | 勝数 | 負数 | 勝率   | (出典) |
| -------------------------------------------------------- | ------ | ---- | ---- | ------ | ------ |
| 2017                                                     | 2      | 1    | 1    | 0.5000 | [ 11 ] |
| 2018                                                     | 2      | 1    | 1    | 0.5000 | [ 12 ] |
| 2019                                                     | 3      | 1    | 2    | 0.3333 | [ 13 ] |
| 2020                                                     | 0      | 0    | 1    | 0.0000 | [ 14 ] |
| 2021                                                     | 6      | 3    | 3    | 0.5000 | [ 15 ] |
| 2022                                                     | 2      | 0    | 2    | 0.0000 | [ 16 ] |
| 合計                                                     | 16     | 6    | 10   | 0.3750 |        |
| 2023年3月までの公式棋戦成績 （棋士通算成績の合算対象外） |        |      |      |        |        |

| 年度         | 対局数 | 勝数 | 負数 | 勝率   | (出典) | 通算成績 | 通算成績 | 通算成績 | 通算成績 | 通算成績 |
| ------------ | ------ | ---- | ---- | ------ | ------ | -------- | -------- | -------- | -------- | -------- |
| 2023年度     | 24     | 14   | 10   | 0.5833 | [ 17 ] | 対局数   | 勝数     | 負数     | 勝率     | (出典)   |
| 2024年度     | 31     | 18   | 13   | 0.5806 | [ 18 ] | 55       | 32       | 23       | 0.5818   | [ 19 ]   |
| 通算         | 55     | 32   | 23   | 0.5818 | [ 19 ] |          |          |          |          |          |
| 2024年度まで |        |      |      |        |        |          |          |          |          |          |